# 전기 (중국의 문학)
전기문학(傳奇文學)은 중국의 문학 장르 중 하나로, 대표작에는 요재지이가 있다.
주인공은 과거시험을 보러 가거나 떨어져서 낙향 중인 유학자가 많다. 그 이유는 주인공이  유교의 합리주의에 투철하여 귀신의 존재를 믿지 못하는 인물이란 설정이다. 하루밤 빈 집에서 머물다가 귀신을 만나 갖은 고생을 다하고 구사일생하여 귀신의 존재를 믿게 된다. 동시대 한국의 문학에도 영향을 미쳤다.